# Diodorus (chi khủng long)
Diodorus là một chi khủng long, được Kammerer Nesbitt & Shubin mô tả khoa học năm 2011.